# Varechovce
Varechovce jsou obec na Slovensku v okrese Stropkov. Leží v údolí Laborecké vrchoviny. Žije zde 138 obyvatel. První zmínka o obci je z roku 1430.

## Památky
- Řeckokatolický chrám Zesnutí svaté Bohorodičky z roku 1924[2] – národní kulturní památka Slovenska